# Villa Rattazzi
La villa Rattazzi est un bâtiment de Rome situé via Boncompagni (Rione XVII Sallustiano).
Il a été construit autour de 1900 pour la famille Rattazzi, à qui appartenait Urbano, le troisième président du Conseil des ministres du royaume d'Italie.

## Description
Le bâtiment est construit en pierre, en retrait de l'axe de la rue. Il est de style classique. Le jardin à l'arrière est aujourd'hui surtout utilisé comme un parking pour les voitures.
Stylistiquement, il est d'un sobre classicisme (pierre de taille dans les angles, corniches, fenêtres avec tympan à l'étage noble) sur lesquels sont greffés sur des éléments architecturaux dérivés du rococo (fenêtres ovales richement décorées avec des guirlandes, parfois coupées), en faisant un sobre exemple de l'éclectisme.
L'éclectisme est aussi apparent dans la riche décoration des jambages (huit au total) des deux portes d'entrée sur la via Boncompagni, orné de vases et de masques.